# ロベール・ブレッソン
ロベール・ブレッソン（Robert Bresson、1901年9月25日 ブロモン＝ラモト - 1999年12月18日 パリ）は、フランスの映画監督、脚本家である。

## 来歴・人物
1901年9月25日、フランス・ピュイ＝ド＝ドーム県ブロモン＝ラモトで生まれる。
映画監督になる前は画家、写真家として活躍した後、数本の作品に助監督、脚本家として参加。1934年中篇『公共問題』で監督デビューするものの仕上がりが気に食わずすべて廃棄処分にしてしまう。その後、第二次世界大戦に従軍するもののドイツ軍の捕虜となってしまい、その収容先で知り合った司祭より映画の制作を依頼され、終戦後に『罪の天使たち』を制作、この時点でのちの職業俳優を一切使わないブレッソン流の演出を確立。『ブーローニュの森の貴婦人たち』の制作後にジャン・コクトーらとともに、後の「カイエ・デュ・シネマ」の母体とも言うべき組織「オブジェクティフ49」を創設するも、後に袂を分かつ。その後、1950年の『田舎司祭の日記』以降は寡作ながらも世界三大映画祭で受賞を重ねていく。
1983年の『ラルジャン』以降、体調不良もあり作品を撮れず、結果として本作が遺作となった。
1995年、第二回ルネ・クレール賞受賞。1999年12月18日、パリで死去。98歳没。
著名な写真家アンリ・カルティエ＝ブレッソンと血縁関係はない。

## スタイル
ブレッソンは芝居がかった演技を嫌い、初期の作品を除き出演者にはプロの俳優の人工的な演技行為の意味や感情をあらわすことをひどく嫌ったため、その作品限りの素人ばかりを採用し、出演者を「モデル」と呼んだ。音楽はほとんど使用せず、感情表現をも抑えた作風を貫くなど、独自の戒律に基づいた厳しい作風が特徴。そうした自らの作品群を「映画」とは呼ばずに「シネマトグラフ」と総称した。素人として参加した出演者の中には（マリカ・グリーン、フランソワ・ルテリエ、ドミニク・サンダ、アンヌ・ヴィアゼムスキー）等、そのまま映画界に留まる者もいる。
ブレッソンは『湖のランスロ』の制作にあたってフランス中世のクレティアン・ド・トロワの『ランスロまたは荷車の騎士』や『散文ランスロ』等、「様々な作品の諸要素を参照しているが、最終的には自由な立場で独自の物語を作り上げた」。その際「アーサー王伝説から超自然的な要素を取り除いた」。「映画は聖杯の探索が失敗に終わった後の物語を語り、円卓の騎士たちの間に不穏な空気が広がっていき、最後にはカムランの戦いで騎士たちが次々と倒れて死ぬ」。「物語の展開の中心をなすのは、ランスロとグニエーブル妃の不倫及び円卓の騎士モルドレッド（Mordred）の嫉妬と裏切りである」。

## フィルモグラフィー
| タイトル/原題                                                                                         | 年     | 監督                                             | 脚本               | 原作                              | スタッフ/備考                                                                      |
| --- | ------ | ------------------------------------------------ | ------------------ | --------------------------------- | ---------------------------------------------------------------------------------- |
| C'était un musicien                                                                                   | 1933年 | モーリス・グレーズ、フリードリッヒ・ツェルニック |                    |                                   | ダイアローグ/ブレッソン                                                            |
| 公共問題 Les Affaires publiques                                                                       | 1934年 | ブレッソン                                       | ブレッソン         |                                   | 短篇                                                                               |
| Les Jumeaux de Brighton                                                                               | 1936年 | クロード・エイマン                               | ブレッソン         |                                   |                                                                                    |
| 南方飛行 Courrier Sud                                                                                 | 1937年 | ピエール・ビヨン                                 | サン＝テグジュペリ | サン＝テグジュペリ 『南方郵便機』 | コンテ/ブレッソン                                                                  |
| 罪の天使たち Les Anges du péché                                                                       | 1943年 | ブレッソン                                       | ブレッソン         |                                   | 長編デビュー作                                                                     |
| ブローニュの森の貴婦人たち Les Dames du Bois de Boulogne                                              | 1945年 | ブレッソン                                       | ブレッソン         | ドニ・ディドロ                    | ダイアローグ/ジャン・コクトー                                                      |
| 田舎司祭の日記 Journal d'un curé de campagne                                                          | 1950年 | ブレッソン                                       | ブレッソン         | ジョルジュ・ベルナノス            | ルイ・デリュック賞受賞                                                             |
| 抵抗 (レジスタンス) - 死刑囚の手記より Un condamné à mort s'est échappé ou le vent souffle où il veut | 1956年 | ブレッソン                                       | ブレッソン         | アンドレ・ドヴィニ                | DVD題『抵抗 死刑囚は逃げた』、原題『死刑囚は逃げた、あるいは風は己の望む所に吹く』 |
| スリ Pickpocket                                                                                       | 1959年 | ブレッソン                                       | ブレッソン         | ドストエフスキー                  |                                                                                    |
| ジャンヌ・ダルク裁判 Procès de Jeanne d'Arc                                                           | 1962年 | ブレッソン                                       | ブレッソン         |                                   | 助監督/ユーゴ・サンチャゴ                                                          |
| バルタザールどこへ行く Au hasard Balthazar                                                            | 1966年 | ブレッソン                                       | ブレッソン         |                                   | 助監督/クロード・ミレール                                                          |
| 少女ムシェット Mouchette                                                                              | 1967年 | ブレッソン                                       | ブレッソン         | ジョルジュ・ベルナノス            |                                                                                    |
| やさしい女 Une femme douce                                                                            | 1969年 | ブレッソン                                       | ブレッソン         | ドストエフスキー                  | 撮影/ギスラン・クロケ                                                              |
| 白夜 Quatre nuits d'un rêveur                                                                         | 1971年 | ブレッソン                                       | ブレッソン         | ドストエフスキー                  |                                                                                    |
| 湖のランスロ Lancelot du Lac                                                                          | 1974年 | ブレッソン                                       | ブレッソン         | クレティアン・ド・トロワ          |                                                                                    |
| たぶん悪魔が Le Diable probablement                                                                   | 1977年 | ブレッソン                                       | ブレッソン         |                                   |                                                                                    |
| ラルジャン L'Argent                                                                                   | 1983年 | ブレッソン                                       | ブレッソン         | トルストイ                        |                                                                                    |

## 受賞歴
| 賞                             | 年     | 部門                       | 作品                        | 結果       |
| ------------------------------ | ------ | -------------------------- | --------------------------- | ---------- |
| ルイ・デリュック賞             | 1950年 | -                          | 『田舎司祭の日記』          | 受賞       |
| ヴェネツィア国際映画祭         | 1951年 | 国際カトリック映画事務局賞 | 『田舎司祭の日記』          | 受賞       |
| ヴェネツィア国際映画祭         | 1951年 | イタリア批評家賞           | 『田舎司祭の日記』          | 受賞       |
| ヴェネツィア国際映画祭         | 1951年 | 国際賞                     | 『田舎司祭の日記』          | 受賞       |
| ヴェネツィア国際映画祭         | 1966年 | 特別表彰                   | 『バルタザールどこへ行く』  | 受賞       |
| ヴェネツィア国際映画祭         | 1966年 | 国際カトリック映画事務局賞 | 『バルタザールどこへ行く』  | 受賞       |
| ヴェネツィア国際映画祭         | 1966年 | イタリア批評家賞           | 『バルタザールどこへ行く』  | 受賞       |
| ヴェネツィア国際映画祭         | 1966年 | サン・ジョルジョ賞         | 『バルタザールどこへ行く』  | 受賞       |
| ヴェネツィア国際映画祭         | 1967年 | イタリア批評家賞           | 『少女ムシェット』          | 受賞       |
| ヴェネツィア国際映画祭         | 1989年 | 栄誉金獅子賞               | -                           | 受賞       |
| フランス映画批評家協会賞       | 1951年 | 作品賞                     | 『田舎司祭の日記』          | 受賞       |
| フランス映画批評家協会賞       | 1957年 | 作品賞                     | 『抵抗 -死刑囚の手記より-』 | 受賞       |
| フランス映画批評家協会賞       | 1966年 | 作品賞                     | 『バルタザールどこへ行く』  | 受賞       |
| フランス映画批評家協会賞       | 1967年 | 作品賞                     | 『少女ムシェット』          | 受賞       |
| カンヌ国際映画祭               | 1957年 | 監督賞                     | 『抵抗 -死刑囚の手記より-』 | 受賞       |
| カンヌ国際映画祭               | 1962年 | 審査員特別賞               | 『ジャンヌ・ダルク裁判』    | 受賞       |
| カンヌ国際映画祭               | 1962年 | 国際カトリック映画事務局賞 | 『ジャンヌ・ダルク裁判』    | 受賞       |
| カンヌ国際映画祭               | 1967年 | 国際カトリック映画事務局賞 | 『少女ムシェット』          | 受賞       |
| カンヌ国際映画祭               | 1967年 | 特別表彰                   | -                           | 受賞       |
| カンヌ国際映画祭               | 1974年 | 国際映画批評家連盟賞       | 『湖のランスロ』            | 受賞       |
| カンヌ国際映画祭               | 1983年 | 監督賞                     | 『ラルジャン』              | 受賞       |
| 英国アカデミー賞               | 1957年 | 総合作品賞                 | 『抵抗 -死刑囚の手記より-』 | ノミネート |
| ナストロ・ダルジェント賞       | 1960年 | 外国監督賞                 | 『抵抗 -死刑囚の手記より-』 | ノミネート |
| ナストロ・ダルジェント賞       | 1969年 | 外国監督賞                 | 『少女ムシェット』          | 受賞       |
| ベルリン国際映画祭             | 1971年 | 国際カトリック映画事務局賞 | 『白夜』                    | 受賞       |
| ベルリン国際映画祭             | 1977年 | 審査員特別賞               | 『たぶん悪魔が』            | 受賞       |
| ベルリン国際映画祭             | 1977年 | インターフィルム賞         | 『たぶん悪魔が』            | 受賞       |
| 英国映画協会                   | 1971年 | サザーランド杯             | 『白夜』                    | 受賞       |
| ダヴィッド・ディ・ドナテッロ賞 | 1977年 | ルキノ・ヴィスコンティ賞   | -                           | 受賞       |
| 全米映画批評家協会賞           | 1984年 | 監督賞                     | 『ラルジャン』              | 受賞       |
| サンフランシスコ国際映画祭     | 1988年 | 黒澤明賞                   | -                           | 受賞       |
| ヨーロッパ映画賞               | 1994年 | 生涯貢献賞                 | -                           | 受賞       |
| ルネ・クレール賞               | 1995年 | -                          | -                           | 受賞       |

## 著書
- 『シネマトグラフ覚書 - 映画監督のノート』、松浦寿輝訳、筑摩書房、1987年 ISBN 4480871128

Notes sur le cinématographe、ガリマール社刊、1975年3月5日 ISBN 2070291901
Notes sur le cinématographe（ポケット版）、ガリマール社刊、1995年4月12日 ISBN 2070393127
- Robert Bresson（ポケット版）、Ramsay刊、1999年1月25日 ISBN 285956750X

## DVD
- 『ラルジャン』　 紀伊国屋書店、2002年7月25日 KKDS-21
- 『ブローニュの森の貴婦人たち』 　紀伊国屋書店、2003年8月23日 KKDS-68
- 『田舎司祭の日記』 　ジュネス企画、2006年4月25日 JVD-3075
- 『ロベール・ブレッソン DVD-BOX1』 (『ジャンヌ・ダルク裁判』『湖のランスロ』『たぶん悪魔が』) 　紀伊国屋書店、2008年1月26日 KKDS-416
- 『ロベール・ブレッソン DVD-BOX2』 (『スリ』『バルタザールどこへ行く』『少女ムシェット』) 　紀伊国屋書店、2008年5月31日 KKDS-441
- 『抵抗　死刑囚は逃げた』　紀伊国屋書店、2009年2月28日　KKDS-476

## 関連文献
- 映画の國名作選III ロベール・ブレッソンの芸術 - 日本での特集上映のサイト（2011年）
- 伊藤洋司「『湖のランスロ』――ロベール・ブレッソンの映画における恋愛、運動、死――」渡邉浩司編著『アーサー王伝説研究　中世から現代まで』（中央大学出版部　2019）(ISBN 978-4-8057-5355-2) pp.403-421